# Kostel svatého Linharta (Praha)
Kostel svatého Linharta na Starém Městě v Praze je zaniklý kostel, který stával na východním konci dnešní Linhartské ulice v místě jejího ústí do ulice U Radnice. U kostela se nacházela fara, škola a kolem něj malý hřbitov. Kostel byl v základu románský. Zrušen byl v rámci josefinských reforem v roce 1787 a nedlouho poté zbořen.
Základ kostela byl postaven zřejmě již ve třetí čtvrtině 12. století jako románský jednolodní kostelík. Písemně je poprvé zmíněn v roce 1268. Zřejmě v druhé polovině 13. století byl přestavěn na trojlodní gotický kostel. Závěrečnou stavební fázi byla výstavba věže.
Z roku 1298 je zachována listina, ve které se převádí patronátní právo ke kostelu od manželka Jaroše z Pušperka na klášter sv. Anny.
Od počátku 13. století se u kostela shromažďovali tělesně a duševně postižení lidé a přijímali zde dary od měšťanů. Koncem století se přesunuli ke kostelu sv. Lazara. V druhé polovině 13. století v kostele bylo již 12 oltářů. V roce 1628 byl císařem Ferdinandem II. kostel darován francouzským katolíkům usídleným v Praze. Zrušen byl v rámci josefinských reforem v roce 1787 a zbořen měl být v roce 1798. Do svého odsvěcení fungoval jako farní kostel.
První archeologický průzkum proběhl v roce 1909 či 1911 v souvislosti asanací, druhý v letech 1993 až 1996 v souvislosti s ražbou kolektorů. Po výzkumu byl projekt kolektoru upraven tak, že byl pod pozůstatky kostela zapuštěn o 50 cm hlouběji, než ve své další trase tak, aby je co nejméně poškodil. V rámci průzkumů byla zdokumentována románská i gotická fáze kostela, taktéž byly objeveny základy věže. V roce 1995 byla objevena mj. i olověná plaketka s reliéfem okřídleného býka, symbolem sv. Lukáše.